# 2011年世界游泳锦标赛英国代表团

英国代表团旗帜

2011年世界游泳锦标赛英国代表团共派出26名运动员参赛。

## 奖牌榜
| 名次 | 代表团 | 金牌 | 银牌 | 铜牌 | 总数 |
| ---- | ------ | ---- | ---- | ---- | ---- |
| 6    | 英国   | 3    | 3    | 0    | 6    |

## 奖牌获得者

### 金牌
1. 女子公开水域10公里：凯莉·佩恩
2. 女子游泳800米自由泳：阿德林顿
3. 男子游泳50米仰泳：坦科克

### 银牌
1. 女子游泳400米自由泳：阿德林顿
2. 女子游泳200米蝶泳：艾琳·甘迪
3. 女子游泳400米混合泳：米勒